# Kansas City Chiefs 1972
La stagione 1972 dei Kansas City Chiefs è stata la terza nella National Football League e la 13ª complessiva. Fu anche la prima stagione al nuovo Arrowhead Stadium, completato dopo due diverse costruzioni e una miriade di ritardi.
L'ultimo membro dei Dallas Texans del 1960 se ne andò il 12 luglio quando la Johnny Robinson annunciò il suo ritiro nel training camp. Nel frattempo, il quarterback titolare Len Dawson chiuse le speculazioni sul suo ritiro firmando un contratto biennale. Il proprietario della franchigia Lamar Hunt divenne la prima figura della AFL ad essere introdotta nella Pro Football Hall of Fame il 29 luglio.

## Roster
| Roster dei Kansas City Chiefs nel 1972 |
| --- |
| Quarterback - 16 Len Dawson - 10 Mike Livingston Running Back - 1 Mike Adamle - 38 Wendell Hayes FB - 35 Jim Otis - 14 Ed Podolak Wide Receiver - 21 Dennis Homan - 41 Bruce Jankowski - 89 Otis Taylor - 26 Robert West - 17 Elmo Wright Tight End - 83 Willie Frazier - 88 Morris Stroud Offensive Linemen - 71 Ed Budde G - 60 George Daney G - 79 Larry Gagner G - 73 Dave Hill T - 76 Mo Moorman G - 58 Jack Rudnay C - 70 Sid Smith T - 77 Jim Tyrer T Defensive Linemen - 87 Aaron Brown DE - 86 Buck Buchanan DT - 61 Curley Culp DT - 82 Ed Lothamer DT - 67 George Seals DT - 81 Marvin Upshaw DE - 99 Wilbur Young DE Linebacker - 78 Bobby Bell - 55 Keith Best - 63 Willie Lanier - 51 Jim Lynch - 50 Mike Oriard - 66 Bob Stein - 54 Clyde Werner Defensive Back - 48 Nate Allen CB - 46 Jim Kearney SS - 40 Jim Marsalis CB - 15 Kerry Reardon CB - 20 Mike Sensibaugh FS - 18 Emmitt Thomas CB Special Team - 3 Jan Stenerud K - 44 Jerrel Wilson P                      |
| Legenda - I rookie sono in corsivo. - Il primo ruolo è il principale mentre gli eventuali successivi indicano i ruoli secondari. - (IR) sta per Injured Reserve ed indica la lista ristretta per un solo giocatore infortunato che può tornare ad allenarsi dopo la settimana 6 e a rientrare in prima squadra dopo che questa ha giocato 8 partite. - (NF-Inj.) / (NF-Ill.) stanno rispettivamente per Non-Football Injured e Non-Football Illness ed indicano le liste dove viene inserito un giocatore che ha un infortunio o una malattia non dipendente dal football americano. - (PUP) sta per Physically Unable to Perform ed indica la lista dove viene inserito un giocatore mentre è in attesa di recuperare la condizione fisica. Nella stagione regolare dopo la sesta partita giocata dalla propria squadra, il giocatore ha tempo tre settimane per riprendere ad allenarsi, più tre settimane aggiuntive dal suo rientro agli allenamenti per rientrare in prima squadra. |

## Calendario
| Stagione regolare |                   |                        |           |          |
| Turno             | Data              | Avversario             | Risultato | Pubblico |
| 1                 | 17 settembre 1972 | Miami Dolphins         | S 20–10   | 79,829   |
| 2                 | 25 settembre 1972 | at New Orleans Saints  | V 20–17   | 70,793   |
| 3                 | 1º ottobre 1972   | at Denver Broncos      | V 45–24   | 51,656   |
| 4                 | 8 ottobre 1972    | at Cleveland Browns    | V 31–7    | 83,819   |
| 5                 | 15 ottobre 1972   | Cincinnati Bengals     | S 23–16   | 79,068   |
| 6                 | 22 ottobre 1972   | Philadelphia Eagles    | S 21–20   | 78,389   |
| 7                 | 29 ottobre 1972   | at San Diego Chargers  | V 26–14   | 54,533   |
| 8                 | 5 novembre 1972   | Oakland Raiders        | V 27–14   | 82,094   |
| 9                 | 12 novembre 1972  | at Pittsburgh Steelers | S 16–7    | 50,350   |
| 10                | 19 novembre 1972  | San Diego Chargers     | S 27–17   | 79,011   |
| 11                | 26 novembre 1972  | at Oakland Raiders     | S 26–3    | 54,801   |
| 12                | 3 dicembre 1972   | Denver Broncos         | V 24–21   | 66,725   |
| 13                | 10 dicembre 1972  | Baltimore Colts        | V 24–10   | 44,175   |
| 14                | 17 dicembre 1972  | at Atlanta Falcons     | V 17–14   | 58,850   |

## Classifiche
| AFC West           |    |   |   |      |       |       |     |     |     |
|                    | V  | S | P | %    | DIV   | CONF  | PF  | PS  | STR |
| Oakland Raiders    | 10 | 3 | 1 | .750 | 3–2–1 | 7–3–1 | 365 | 248 | V6  |
| Kansas City Chiefs | 8  | 6 | 0 | .571 | 4–2   | 6–5   | 287 | 254 | V3  |
| Denver Broncos     | 5  | 9 | 0 | .357 | 2–4   | 4–6   | 325 | 350 | V2  |
| San Diego Chargers | 4  | 9 | 1 | .321 | 2–3–1 | 4–6–1 | 264 | 344 | S3  |